# Lars Rolander

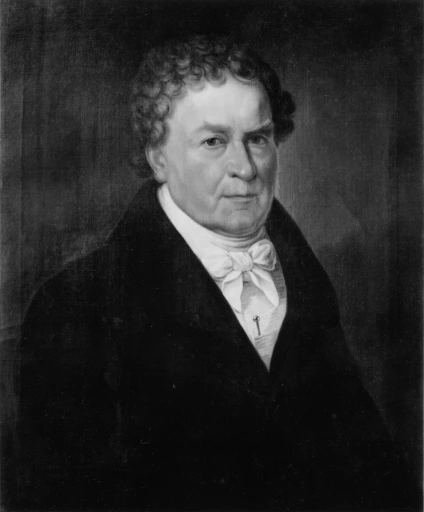
Porträtt av Lars Rolander målat 1834 av Carl Peter Lehmann

Lars Rolander, född  15 juli 1769 i Romelanda, död 12 juli 1848 i Stockholm, var en svensk grosshandlare. Han handlade med sådant som te, glasvaror, salt, trä och järn. Under ett antal år var han delägare i ett partrederi för skonertbriggen Triton, som gick i handelssjöfart bland annat mellan Sverige och England. Som ung var Lars Rolander med i besättningen på en ostindiefarare till Kina under den 4:e oktrojen 1788-90. 
Lars Rolander gifte sig i Göteborg den 28 januari 1794 med Anna Maria Pettersson och tillsammans fick de 11 barn varav 5 levde till vuxen ålder. Lars Rolander och äldste sonen Martin Leonard Rolander ligger begravda på Maria Magdalena kyrkogård i Stockholm.